# Кавальканти, Бартоломео
Бартоломео Кавальканти (итал. Bartolomeo Cavalcanti, 1503, Флоренция — 1562, Падуя) — итальянский писатель, при осаде Флоренции (1529—1530) сражался против Медичи.
Позже жил в Риме, исполняя поручения папы Павла III. Написал: «Rettorica» (Венеция, 1559), в которой изложил риторику по Аристотелю. Ценятся и его «Trattati ovvero discorsi sopra gli ottimi reggimenti delle republiche antiche e moderne» (Венеция, 1555).

## Произведения
- Трактаты о лучших правлениях в древних и современных государствах /Trattati ovvero discorsi sopra gli ottimi reggimenti delle republiche antiche e moderne (Венеция, 1555)
- Риторика /Rettorica (Венеция, 1559)